# رایان کرسول
رایان کرسول (انگلیسی: Ryan Cresswell؛ زادهٔ ۲۲ دسامبر ۱۹۸۷) بازیکن فوتبال اهل بریتانیا است.
از باشگاه‌هایی که در آن بازی کرده‌است می‌توان به باشگاه فوتبال روترهام یونایتد، باشگاه فوتبال مکلسفیلد تاون، باشگاه فوتبال مورکم، باشگاه فوتبال بری، باشگاه فوتبال ساوتند یونایتد، باشگاه فوتبال شفیلد یونایتد، باشگاه فوتبال هالیفاکس تاون، باشگاه فوتبال فرنتس‌واروش، باشگاه فوتبال فلیتوود، و باشگاه فوتبال نورث‌همپتون تاون اشاره کرد.